# Ernő Goldfinger
Ernő Goldfinger (Budapest, 11 settembre 1902 – Londra, 15 novembre 1987) è stato un architetto e designer ungherese naturalizzato britannico.

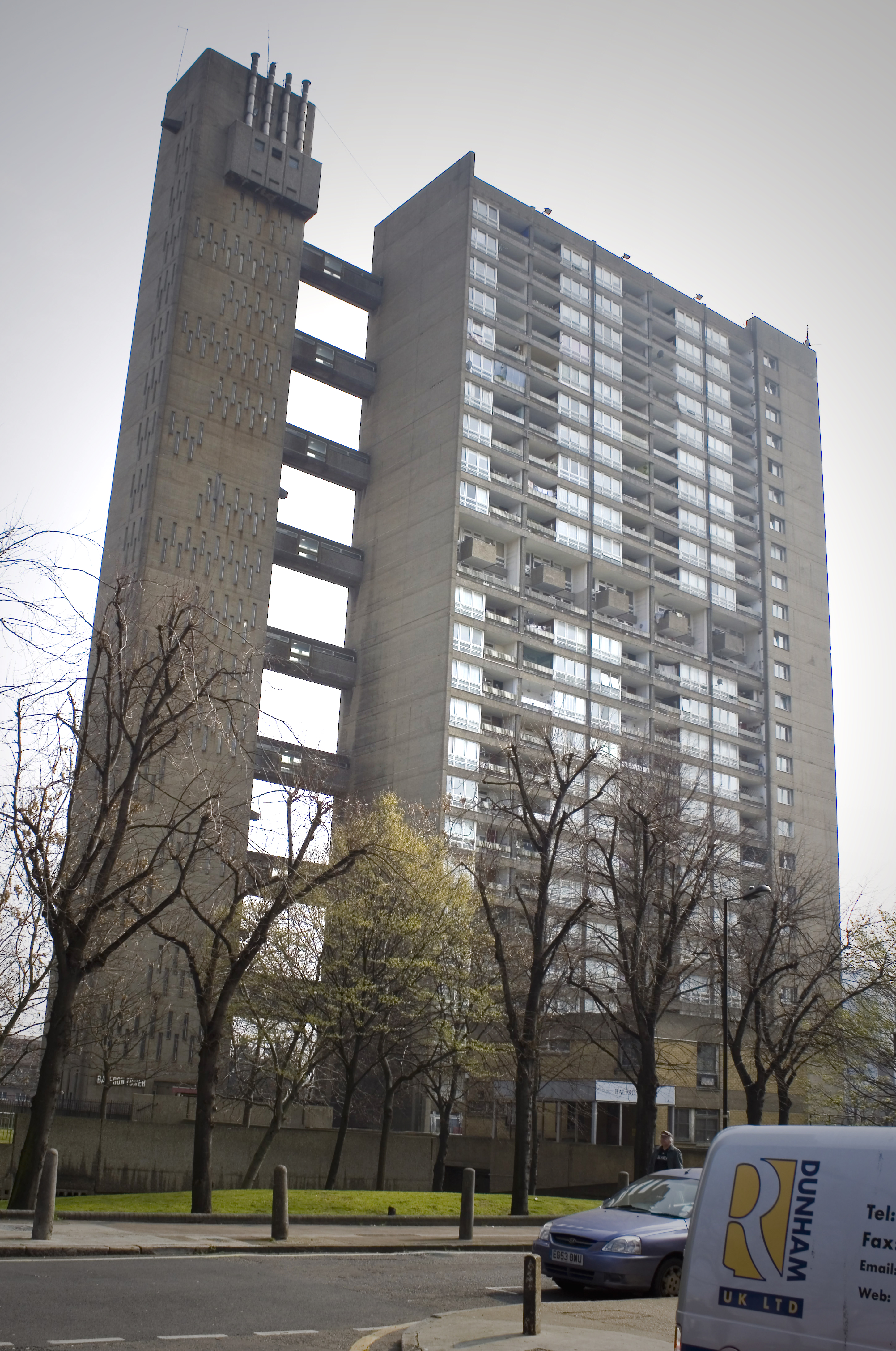
La Balfron Tower a Poplar, Londra

Si trasferì nel Regno Unito negli anni '30 e divenne un membro chiave del movimento moderno. È ricordato soprattutto per la progettazione di palazzi residenziali, alcuni dei quali sono ora edifici storici.

## Biografia
Goldfinger nacque a Budapest da una famiglia ebrea. L'azienda di famiglia si occupava di silvicoltura e segherie, cosa che portò Goldfinger a considerare una carriera nell'ingegneria fino a quando non si interessò all'architettura dopo aver letto Das englische Haus di Hermann Muthesius, una descrizione dell'architettura domestica inglese all'inizio del XX secolo. Continuò a raccomandare questo libro per la maggior parte della sua vita.
Goldfinger si trasferì a Parigi nel 1921, dopo il crollo dell'Impero austro-ungarico . Nel 1923 si iscrisse all'École nationale supérieure des beaux arts nell'atelier di Léon Jaussely. Negli anni successivi conobbe molti altri architetti con base a Parigi, tra cui Auguste Perret, Mies van der Rohe e Le Corbusier . Nel 1929, prima di terminare gli studi, collaborò ad una serie di progetti di interni e all'ampliamento di una casa per le vacanze a Le Touquet.
Fu fortemente influenzato dalla pubblicazione di Vers une architecture di Le Corbusier e divenne un fervente ammiratore dell'ex mentore di Le Corbusier, Auguste Perret, esperto nella progettazione di strutture in cemento armato e fonte di ispirazione per Goldfinger quando progettò la propria casa. All'inizio degli anni '30 Goldfinger incontrò e sposò Ursula Blackwell, erede della fortuna di Crosse &amp; Blackwell . Goldfinger lavorò nel Regno Unito per il resto della sua carriera.

### Trasferimento a Londra
Nel 1934 Ernő e Ursula Goldfinger si trasferirono in un appartamento a Highpoint I, Londra. Prima della seconda guerra mondiale, Goldfinger costruì tre case (compresa la sua) all'1–3 di Willow Road a Hampstead, nel nord di Londra, e un'altra a Broxted, nell'Essex. La sua casa, 2 Willow Road, è ora affidata al National Trust.

### Dopo la seconda guerra mondiale
Dopo la guerra, Goldfinger fu incaricato di costruire nuovi uffici per il quotidiano Daily Worker ed il quartier generale del Partito Comunista Britannico. Negli anni '50, progettò due scuole primarie di Londra in moduli di calcestruzzo prefabbricato con tamponamenti in mattoni per il London County Council di Putney. Un cottage che faceva parte della Brandlehow School fu demolito illegalmente da un operatore immobiliare, condannato nel 2008 a restaurare l'edificio in modo che "corrispondesse esattamente" al suo aspetto precedente.
Sul sito del cinema Trocadero di George Coles, nel sud-est di Londra, Goldfinger costruì la Alexander Fleming House per il Ministero della Salute e l'Odeon Elephant & Castle, inaugurato nel 1966 e in seguito demolito.
Nel tentativo di risolvere l'enorme carenza di alloggi nel paese dopo la seconda guerra mondiale, durante la quale quasi 4 milioni di case erano state distrutte o danneggiate il governo britannico iniziò a considerare i grattacieli come una soluzione e Goldfinger salì alla ribalta in Inghilterra come progettista di palazzi.
Tra i suoi edifici più importanti del periodo c'erano la Balfron Tower di 27 piani e l'adiacente Carradale House di 11 piani a Poplar, che servì da modello per la Trellick Tower di 31 piani a Kensal Town (iniziata nel 1968, completata nel 1972). Questi tre edifici sono esempi notevoli di architettura brutalista.
Goldfinger morì il 15 novembre 1987, all'età di 85 anni, e fu cremato al Golders Green Crematorium dove sono conservate le sue ceneri.

### Vita privata
Goldfinger era conosciuto come un uomo privo di senso dell'umorismo e noto per famigerati episodi di collera. A volte licenziava i suoi assistenti se erano impropriamente scherzosi e una volta espulse con la forza due potenziali clienti per aver imposto restrizioni ad un suo progetto.
Ian Fleming era stato tra gli oppositori alla demolizione prebellica dei cottage di Hampstead, rimossi per costruire la casa di Goldfinger in Willow Road, 2 e si dice che sia stato per questo che decise di chiamare con quel nome uno degli avversari di James Bond. Goldfinger consultò i suoi avvocati quando Goldfinger fu pubblicato nel 1959 ma alla fine decise di non fare causa, quando Fleming  minacciò di rinominare il personaggio "Goldprick". Gli editori di Fleming accettarono di pagare le sue spese legali e gli regalarono sei copie del libro.

## Critica
Sebbene a Goldfinger piacesse vivere nei suoi edifici, questi ultimi erano impopolari sia tra il pubblico che tra molti architetti post-modernisti.  Solo alla fine del XX secolo il lavoro di Goldfinger divenne più apprezzato.

## Opere
- Goldfinger: "The feeling of space", "Urbanism and the spatial order" e "The elements of enclosed space", tre articoli fondamentali pubblicati su Architectural Review, dal novembre 1941 al gennaio 1942